# Lutz Mack
Lutz Mack (n. 9 octombrie 1952, Delitzsch, Republica Democrată Germană, Germania) este un gimnast artistic ce a reprezentat Republica Democrată Germană, medaliat olimpic. A participat la 2 ediții ale Jocurilor Olimpice (1976, 1980) în care a câștigat o medalie de argint și o medalie de bronz.